# Vera Hohlfeld
Vera Hohlfeld (nascida em 24 de fevereiro de 1972) é uma ex-ciclista alemã. Ela representou o seu país nos Jogos Olímpicos de Atlanta 1996 onde terminou em quarto na prova de estrada feminina.